# 耒阳大桥
耒阳大桥也称为耒水公路大桥是湖南省衡阳市耒阳市跨过耒水的一座公路桥梁，承载湖南省 320省道，第一代桥梁为混凝土悬链线双曲拱桥，1970年12月26日通车，第二代桥梁为刚构桥，2016年10月1日通车。